# كنيسة يسوع الملك

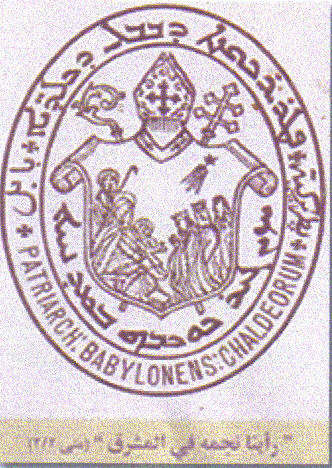
شعار البطريركية الكلدانية الكاثوليكية التاريخي.

كنيسة يسوع الملك للكلدان الكاثوليك  بالحسكة (بالآرامية: ܥܕܬܐ ܟܠܕܝܬܐ ܩܬܘܠܝܩܝܬܐ) هي كنيسة في مدينة الحسكة  في سوريا وتنتمي إلى الكنيسة الكلدانية الكاثوليكية البابلية المنتمية بدورها إلى الكرسي الرسولي بروما.

## تاريخ الكنيسة

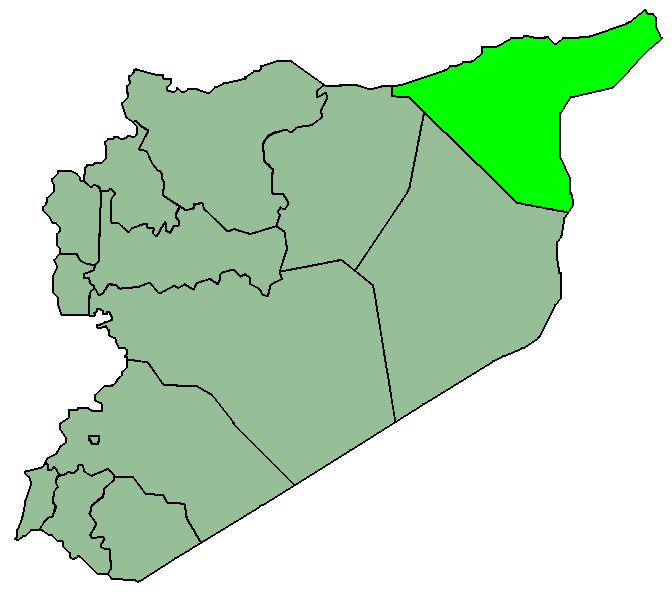
موقع الحسكة في سوريا.

الكلدان تواجدهم قديم في منطقة الجزيرة السورية ولهم تاريخهم وفي أوائل القرن العشرين نزح بعض الكلدان وهجروا من بلاد الرافدين وتركيا إلى مدينة الحسكة، هربا من مجازر الحكم العثماني وأضطهاده الكبير ضد المسيحيين بشكل عام، وأستوطنوا في عدد من مدن سوريا ومنها الحسكة في شمال شرق سورية، وكانت تسمى هذه المنطقة بالجزيرة العليا السورية
كانت هذه الكنيسة في بدايتها تابعة كنسيا لمطرانية ماردين الكلدانية. ومما يذكر ان أكثر العائلات الكلدانية الحسكاوية تتأصل بالعادات والتقاليد والطقوس الماردينية، كما تتأثر أيضا بمناطق ديار بكر وسعرت وأورميا وجزيرتا بوتان وابن عمر.
كانت الطوائف الشرقية الكاثوليكية في ذلك الزمان ترعى الشؤون الكلدانية الروحية، إلى أن بدأ عام 1930 المطران مار إسرائيل أودو (1859-1941) راعي أبرشية ماردين في آنذاك برعاية أبناء الطائفة بالحسكة فقد أرسل إليهم الكاهن أوغسطين خرموش (1832-1955) في نيسان 1930، بعد أن كان قد خدم في أبرشية ماردين الكلدانية وانتقل إلى الحسكة وكان الراعي الروحي للكنيسة الكلدانية.

## اختيار موقع الكنيسة

كنيسة الكلدان الكاثوليك بالحسكة عند الإنشاء

في البداية مع انتقال الكاهن الجديد إلى الحسكة، حل ضيفا لمدة عام في منزل المقدسي هرمز شاقو وخصص غرفة من المنزل لإقامة الذبيحة الإلهية وممارسة الأسرار المقدسة فيها، لحين شراء أرض وبناء كنيسة للطائفة التي بلغ تعدادها الثمانين عائلة كلدانية بحسب السجلات الرسمية لعام 1930.
وفي عام 1931 وقع اختيار الأب أوغسطين بمساعدة الكومندان ملكيصادق (والذي نقش تمثالين من الثور المجنح على مدخل الثكنة العسكرية، والمسماة اليوم بالقشلة وتقع إلى شرق المدينة بقرب نهر الخابور) ، اختيرت الأرض على تلة مرتفعة واتخذ منها وقفا للطائفة وبنى عليها معبداً صغيراً (كابيلا) وعدة غرف لسكناه، على نفقة المطران إسرائيل أودو، كما بنى أيضاً وإحدى وعشرين محلاً للوقف، ثم حول هذه المحلات لبيوت ومنازل.
بدأ العمل في 31 1930 المطران اسحق خوداباش(مطران أبرشية سالامس في إيران سابقا) المدبر البطريركي على كلدان مدينة دير الزور.
وفي العام التالي (1932) باشر الخوري ببناء الكنيسة من الحجر الأبيض تحت اسم يسوع الملك برخصة وبدعم مادي من راعي أبرشية ماردين المطران مار إسرائيل أودو ثم توالت التبرعات من المنتسبين للكنيسة.
تم تكريسها من قبل المطران يعقوب يوحنا حبي النائب البطريركي على السريان الكاثوليك بالجزيرة السورية في 7 نيسان 1935.
ونظرا لجهود الأب أوغسطين خرموش في خدمة الكنيسة في تلك الحقبة رقي إلى رتبة الخوريفسقفوس، وذلك بموجب سك رسمي من قبل المطران إسرائيل أودو.

## ما بعد التأسيس

كنيسة الكلدان الكاثوليك بالحسكة بحلة الستينات بعد أن غير الجرسية

توفي المطران إسرائيل أودو في شباط 1940 ، وفي 25 تشرين الثاني 1936 عين فيليب شوريز (السعرتي الأصل) من قبل الكرسي الرسولي مدبراً رسوليا ًُ لطائفة الكلدان الجزيرة العليا وكان مركزه الحسكة وكان يتنقل بين الحسكة والقامشلي وساهم في إنشاء دار الخورنة في الحسكة، لكن أصيب بالمرض (ذات الرئة) وتوفى في مشفى أوتيل ديو في 8 نيسان 1938.
تم تعيين جبرائيل نعمو مدبراً رسولياً على الكلدان في سورية ولبنان والجزيرة العليا من قبل الكرسي الرسولي في 30 أيلول 1938 ثم رقي إلى درجة الأسقفية في 2 نيسان 1939 بوضع يد غبطة البطريرك مار يوسف عمانوئيل توما الثاني، أمافي 10 آب 1939 فقد عين المطران جبرائيل نعمو، الخوريفسقفوس أوغسطين خرموش نائبا أسقفياً لمنطقة الجزيرة العليا، خدم هذه الأبرشية الشاسعة من مقره بمدينة حلب لمدة 18 عام لخدمة ورعاية الكلدان في كل مكان.
وفي عهده عين الأب الخوريفسقفوس أوغسطين خرموش نائبا أسقفياً للجزيرة العليا في 10 آب 1939. في هذه الأثناء ازدهرت النشاطات الكنسية والاجتماعية في الكنيسة، كذلك في نفس العام تأسست مدرسة الكلدان الكاثوليك تحت شعار (علم وفضيلة)، التي قامت بتدريس العديد من الطلاب من جميع الطوائف والمذاهب والأطياف بالحسكة، وتم تشكيل نادي للشبيبة الكلدانية، وأخوية قلب يسوع، ومجلس استشاري لكاهن الرعية (المجلس المللي) وبهمة الراعي الفاضل الخوريفسقفوس أوغسطين خرموش تم تأسيس المدرسة الكاثوليكية الموحدة في مدينة الحسكة(تضم الكنائس الكاثوليكية كلدن - أرمن - سريان)، وكان المدير الأول لها (من عام 1952 - 1955). وعند ما كان في دير السيدة يقيم رياضة روحية هناك مع أخوته الكهنة وصل خبر جلل على أبناء رعية يسوع الملك للكلدان بالحسكة ووهو وفاة الخوريفسقفوس أوغسطين خرموش وجرى هناك بالموصل حفل تأبيني كبير له ترأسه النائب البطريركي المطران سليمان الصائغ، إعيد جثمانه إلى مقر رعيته بالحسكة ودفن في ثراها بتاريخ 25/أيلول/1955. بمشاركة كافة الفاعاليا ومن كل الأطياف في البلد الصغير لما كان له من محبة وتقدير في قلوب أبناء البلد الذي ساهم في تأسيسه وبناءه.

## وداع كنيسة يسوع الملك التي شُيدتْ عام 1935 بالحسكة

كنيسة الكلدان الكاثوليك بالحسكة اليوم

في مساء يوم الأحد في 14 / 06 / 1998 وعلى أجراس كنيسة المسيح الملك للكلدان كان أبناء رعية الكلدان بالحسكة مع لجانها وأخوياتها على موعد بحدث مهم، هو وداع كنيسة المسيح الملك التي شُيدتْ عام 1935 تحت رعاية المطران إسرائيل أودو راعي أبرشية ماردين، وبهمة الخوري أوغسطين خرموش. وقد ترّأس القداس الاحتفالي سيادة المطران أنطوان أودو السامي الوقار راعي الأبرشية يعاونه حضرة الأب ريمون موصللي خوري الرعية. وقدمتْ خلاله الصلوات على نية كل الأساقفة والكهنة والشمامسة والمحسنين. الذين تعبوا في خدمة هذه الكنيسة على مدى سبعين عاماً. وقد حث سيادته أبناء الطائفة على الثبات على الإيمان ومتابعة المسيرة التي عاشها أسلافنا والاستعداد الكبير لمشروع البناء الجديد. وختم القداس بتطواف أيقونة المسيح الملك إلى صالة الكنيسة التي أصبحتْ كنيسة الرعية منذ اليوم وبارك سيادته أبناء الرعية. وأقيم بهذه المناسبة حفل كوكتيل لأبناء الرعية والضيوف المشاركين.

## وضع حجر الأساس لبناء كنيسة يسوع الملك لطائفة الكلدان بالحسكة عام 1998
في صباح يوم الجمعة الموافق 27/11/1998، كان أبناء رعية الكلدان في مدينة الحسكة والخابور على موعد هام وتاريخي في حياة هذه الرعية. وهو وضع حجر الأساس لبناء كنيسة المسيح الملك الجديدة. وقد ترّأس صلاة هذه الرتبة سيادة راعينا الجليل المطران أنطوان أودو السامي الوقار راعي أبرشية حلب الكلدانية وتوابعها، مع الآباء ريمون موصللي خوري رعية الحسكة وأنطوان غزي خوري رعية القامشلي، ومجموعة من الشمامسة، وشارك بهذا الحدث عدد كبير من أبناء الطائفة في الحسكة وقرى الخابور والقامشلي. وحضر أيضاً رئيس وأعضاء المجلس الإداري لجمعية القديس منصور بالحسكة. وجمهور كبير من أبناء الحسكة، وشكر سيادة المطران حضرة الأستاذ المهندس رياض آدمو المُشرف على تنفيذ هذا المشروع الديني الهام وعلى أتعابه المجانية في تحقيق هذا العمل دراسةً وإشرافاً وتنفيذاً. وبهذه المناسبة ساهم أبناء الطائفة بدعمهم المادي لهذا المشروع مع كل الأصدقاء والمؤمنين المحسنين. هذا وقد بوشر بالأعمال البيتونية لهذا المشروع في بداية شهر أيلول عام 1998 بهمة السيد كرم فرجو، بصب أعمدة الكنيسة في شهر شباط 1999، وبوشر بعمار حجرها الحلبي الأصفر الجمال في شهر أيار 2000 بهمة السيد ميخائيل أخرس وابنه إلياس وابن أخيه إلياس أخرس. والكنيسة مبينة اليوم على طراز الكنيسة القديمة المهدمة، بأقواس شبابيكها جميلة ومرتفعة وهيكلها واسع، وطول الكنيسة هو 37 متر من المذبح الرئيسي حتى الرواق الخارجي وعرضها حوالي 14 متراً.

## نبذة عن حياة الكهنة الذين توالوا على خدمة كنيسة يسوع الملك للكلدان بالحسكة
- الخوري أوغسطين خرموش (1892 – 1955) 
هو أفرام بن جرجس خرموش من مواليد ماردين 2 آذار 1892، والدته إميليا إبراهيم باهو، دخل المدرسة الإكليركية البطريركية الكلدانية في الموصل في 23/10/1910 وكان قد أرسله إليها المطران إسرائيل أودو، اقتبل الدرجة الكهنوتية بوضع يدي غبطة البطريرك يوسف عمانوئيل توما الثاني في 27 حزيران 1915، وخدم في الموصل أربع سنوات وبسبب الحرب العالمية الأولى، عاد إلى مسقط رأسه في ماردين وخدم هناك إحدى عشر سنة، وفي 13 نيسان 1930 عُين الأب أوغسطين راعياً لكنيسة الحسكة في الجزيرة العليا حيث عمل في حقل الرب مدة 25 عاماً حتى وفاته في عام 1955.
 - الأب هرمز عزو (1899 - 1933)
وهو كاهن رعية مار زيا في تل شامية من قرى الخابور وهو من مواليد 1899 في تخوما (تركيا)، رسمه كاهناً المطران فرنسيس داود مطران أرادن عام 1933 وخدم في سوريا ولبنان والعراق وأخر أيامه قضاها في أمريكا وتوفى عام 1933 وهناك عينه المطران جبرائيل نعمو وكيلاً له في كنيسة الحسكة، لحين تعيين كاهن جديد خلفاً للأب أوغسطين، خدم الأب عزو هذه الرعية بكل محبة وإخلاص لمدة عام 1956 وكان معروفاً بتواضعه وبساطته في خدمة النفوس.
- الأب كوركيس عزيز الراهب
في 12 تشرين الأول 1956 عين المطران جبرائيل نعمو، راعياً جديداً لكنيسة الحسكة هو الأب كوركيس عزيز الراهب الكلداني الأنطواني وأصله من تللسقف وكان يخدم في كنيسة الكلدان بالمالكية (ديريك) منذ 1952 تسلّم الأب كوركيس الرعية سنة 1956 وكان يهتم بمدرستها. عمل الأب كوركيس بكل تقوى ومحبة لخدمة أبناء الطائفة لمدة 7 سنوات حتى سنة 1963.
وفي عهد الأب كوركيس عزيز. تم تدشين المدرسة الموحدة بشكل رسمي في 11/12/1960 والتي تضم كافة الطوائف الكاثوليكية (كلدان – أرمن – سريان) في احتفال مهيب جرى في كنيسة الأرمن الكاثوليك ترأسه المطران يوسف جنانجي وحضره أصحاب السيادة المطارين اسطيفان بلو للكلدان ويوحنا كروم للسريان الكاثوليك وحضره ممثلون عن وزارة التربية.
- الأب عمانوئيل الرئيس
وصل الأب عمانوئيل الرئيس وهو كاهن كلداني من العراق (أرادن) إلى رعيته الجديدة بالحسكة في 28 تموز 1963 وكان قد عينه المطران اسطيفان بلو راعي أبرشية حلب وتوابعها على الكلدان وعدد عائلات الطائفة آنذاك 111 عائلة. خدم الأب عمانوئيل هذه الرعية لمدة خمس سنوات تقريباً.
كان معروفاً بثقافته الواسعة بالدين واللغات وبنشاطاته الثقافية والاجتماعية ولا سيما في المجال التعليمي بالمدارس، وبتفانيه في خدمة أبناء الطائفة في عام 1968 انتقل الأب عمانوئيل إلى رعية القديسة تريزيا للكلدان في دمشق ليخدم هناك. أما الآن فهو يعمل في أبرشية الكلدان في بترويت. أمريكا.
- الأب بولس جيجيكا
هو من أصل عراقي (كرمليس) تسلم رعية الكلدان بالحسكة بعد أن عينه فيها المطران اسطيفان بلو، خلفاً للأب عمانوئيل الرئيس وخدم هذه الكنيسة لمدة ثلاث سنوات (1968 – 1971)، عمل الأب بولس بكل تقوى ونشاط في خدمة أبناء رعيته وكان معروفاً بتواضعه وبساطته في خدمة الرب والكنيسة.
- الأب أفرام حسدو
هو كاهن تل سكرة وتل عربوش، على ضفاف نهر الخابور، عينه المطران اسطيفان بلو راعياً لكنيسة الحسكة أيضاً، إلى أن يتم تعيين كاهن جديد. كان الأب أفرام غنياً بإيمانه وتواضعه، خدم لمدة أربع سنوات (1971 – 1975) وهو من مواليد قرية تل سكرة وبعدها انتقل إلى كنيسة الكلدان بالمالكية (ديريك).
- الأب زكا ياقو الراهب 
بعد انتقال الأب أفرام حسدو إلى المالكية تم تعيين الأب زكا ياقو، كاهناً لرعية الكلدان بالحسكة، وكان الأب زكا مثال الراهب البسيط، المتواضع القلب. عاش على حب الكنيسة والناس، يقوم بواجباته الروحية والرعوية بكل إخلاص وتفانٍ دوّن كل أوملل يسبّح الرب ويشكره على عطاياه ونعمه ليل نهار، خدم الأب الفاضل زكا ياقو هذه الرعية لمدة 18 سنة (1975 – 1993) ومرض في أيامه الأخيرة وانتقل إلى الأخدار السماوية في 7 أيار من عام 1993. والجدير بالذكر أن الأب زكا هو راهب عراقي من كرمليس.
- الأب ريمون موصللي :
ولد في مدينة حلب 19/2/1966 بعد حصوله على الشهادة الثانوية، أرسله المثلث الرحمات المطران اسطيفان بلو إلى إيطاليا، لدراسة العلوم اللاهوتية، في جامعة الآباء اليسوعيين والجامعة الحبرية الأوربانية، لمدة ثمانية سنوات وفي 19 / 3 / 1994 في عيد القديس يوسف أقتبل الرسامة الكهنوتية بوضع يدي سيادة المطران انطون أودو مطران حلب وتوابعها على الكلدان، الذي عينه كاهناً لرعية الحسكة ويعتبر أصغر كاهن يعين لكنيسة الكلدان بالحسكة وتوابعها، انتقل بعدها للعاصمة دمشق ليخدم رعية القديسة تريزيا للكلدان، ينقل بعدها يقضي بضعة أشهر في خدمة الأبرشية الكلدانية في الإسكندرية (مصر)، ثم يعين بالعاصمة الأردنية عمان نائب بطريركي للطائفة الكلدان.
- الأب مالك ملوس
في 18 / 5 / 1997 بمناسبة عيد العنصرة، رُسِمَ الشماس مالك ملوس كاهناً بوضع يد سيادة المطران أنطوان أودو السامي الوقار راعي الأبرشية، وذلك في كنيسة العائلة المقدسة للأرمن الكاثوليك بالحسكة (لأن كنيسة يسوع الملك الكلدانية كانت قيد إعادة البناء)، وبحضور كهنة الأبرشية ورؤساء الطوائف المسيحية والراهبات في الحسكة، كان الأب نضال توماس اشبين المُرتسم. وقد أقام الكاهن الجديد قداسه الأول في اليوم التالي في كنيسة الكلدان بالحسكة, عين بعدها راعياً لكنيسة المالكية يقضى ستتاعوام فيها ثم ينتقل للحسكة لدير ابرشية الحسكة لستت سنوات يعود بعدها للماليكة.
اوفد من قبل سيادة المطران انطون اودو لباريس متابعة الدراسات العليا هنا.
- الأب الخوري نضال توماس 
ولد في مدينة حلب سنة 1963. وبعد تدرجه في الدراسة نال الشهادة الثانوية العامة الفرع العلمي فدخل المعهد الطبي في جامعة حلب، وحصل على إجازة في تحليل الدم، وخلال خدمته العسكرية سمع نداء الرب، وبعد انتهائها بقي إلى جانب المطران اسطيفان بلو لتعلم اللغة الكلدانية (السريانية الشرقية) والصلوات الطقسية، إضافة لعمله التربوي في مدرسة العناية، رسمه المطران بلو شماساً إنجيلياً، وفي سنة 1990 أرسله النائب البطريركي في حينها (المطران أنطون أودو)إلى كلية اللاهوت والفلسفة في المعادي (مصر)، وبعد دراسة استمرت ثلاث سنوات عاد إلى حلب فرسمه المطران أنطون أودو كاهناً، خدم في حلب سبع سنوات بجد ونشاط، حتى نقل إلى خدمة رعية مار يعقوب النصيبيني بالقامشلي في شهر أيلول سنة 2000 تعيين خورياً ونائباً أسقفياً للكلدان في أبرشية الجزيرة ويعتبر أول كاهن سوري يرسم لأبرشية حلب الكلدانية.
1. ↑  "معلومات عن الكنيسة الكلدانية الكاثوليكية على موقع britannica.com". britannica.com. مؤرشف من الأصل في 2019-10-31.
2. ↑  Statistics on Christians in the Middle East
3. 1 2  George Percy Badger (1852). The Nestorians and Their Rituals: With the Narrative of a Mission to Mesopotamia and Coordistan in 1842-1844, and of a Late Visit to Those Countries in 1850: Also, Researches Into the Present Condition of the Syrian Jacobites, Papal Syrians, and Chaldeans, and an Inquiry Into the Religious Tenets of the Yezeedees. Joseph Masters. ISBN:9780790544823.
4. ↑  د.محمد أحمد سالم / تاريخ الحياليين شمال سوريا ، مجلة الاسلام العدد 1 ص 2 _دمشق 2018